# Indra Putra Mahayuddin
Indra Putra Mahayuddin, né le 2 septembre 1981 à Ipoh en Malaisie, est un footballeur international malaisien. Il évolue au poste d'attaquant.

## Biographie

### Carrière en équipe nationale
Il participe à la Coupe d'Asie 2007 avec la Malaisie.

## Palmarès

### En club
- Perak FA :
  - Champion de Malaisie en 2002 et 2003.

- Pahang FA :
  - Champion de Malaisie en 2004.
  - Vainqueur de la Coupe de la Fédération de Malaisie en 2006.

- Kelantan FA :
  - Champion de Malaisie en 2012.
  - Vainqueur de la Coupe de Malaisie en 2010 et 2012.
  - Vainqueur de la Coupe de la Fédération de Malaisie en 2012.

## Statistiques

### Buts en sélection
Le tableau suivant liste les résultats de tous les buts inscrits par Indra Putra Mahayuddin avec l'équipe de Malaisie.